# Paratrichius versicolor
Paratrichius versicolor är en skalbaggsart som beskrevs av Moser 1901. Paratrichius versicolor ingår i släktet Paratrichius och familjen Cetoniidae. Inga underarter finns listade i Catalogue of Life.